# Gvozdanovics Júlia
Gvozdanovics Júlia, néhol Gozdanovics (Szabadka, 1827. február 8. – Budapest, 1880. május 1.) színésznő.

## Életútja
Atyja Gvozdanovics Móric mészáros, anyja Varga Apollónia. Tizenhat éves korában férjhez ment Polakovics Endre szabadkai ügyvédhez, s már akkor mint műkedvelő színpadra lépett 1844-ben Hevesi Imre társulatában. Miután férjével Pestre költözött, 1845 szeptemberében a Nemzeti Színházban és a Várban rendezett műkedvelői előadásokon, a Ravennai hősben, Dalmaban stb. tetszéssel szerepelt, míg benső vágytól és külső biztatástól ösztönözve, teljesen a színészethez tért át. 1846-ban Pécs, Győr voltak állomásai, majd Havi Mihálynál folytatta, majd Szabó Józsefhez került. 1850-ben megözvegyült, férjhez ment Jánosi Emilhez, s novemberben Kolozsvárra szerződött. Az 1850-es években Debrecen, Arad, Temesvár, Nagyvárad, Kolozsvár, Kassa stb. közönsége előtt játszott és játéka mellett szépségével is hódított. 1854 őszétől Latabár Endréhez szerződött. 1856-ban Szabó társulatával Bécsben is fellépett és szép sikert aratott. 1858-ban három este vendégszerepelt a Nemzetiben; sikere volt, de nem kapott szerződést. 1861-ben Miskolcon ismerkedett meg Paulay Edével, aki el is vette és 1863. szeptember 1-jén együtt a Nemzetihez szerződtek. Eleinte a hősnők szerepkörére vágyott, de a társadalmi anyákkal nagyobb sikert ért el. A vidék első tragikájának, illetve drámai színésznőjének tartották, de Pesten csak második lehetett Jókainé Laborfalvi Róza mögött. Bercsényi Béla és Váradi Antal mondtak búcsúztatót koporsója felett.

## Fontosabb szerepei
- Desdemona (Shakespeare: Othello)
- Zrínyi Ilona (Szigligeti E.: II. Rákóczi F. fogsága)
- Lecouvreur Adrienne (Scribe–Legonvé)
- Gertrudis (Katona József: Bánk bán)
- Kádasné (Szigeti J.: Nagyralátó)
- Gertrud (Shakespeare: Hamlet)
- Ximena (Corneille: Cid)